# Hip hop soul
Hip hop soul (anche rap soul) è un sottogenere musicale che unisce l'R&B contemporaneo all'hip hop. Il termine generalmente descrive uno stile di musica che unisce il canto tipicamente R&B su produzioni hip hop. A metà strada tra il new jack swing ed il neo soul, ha avuto la massima popolarità verso la metà degli anni novanta.

## Storia

### Influenze musicali
Molti degli artisti che hanno pubblicato dischi hip hop soul hanno precedentemente avuto a che fare con il new jack swing (o, in caso di performer femminili, con il new jill swing), come Jodeci, SWV, e le TLC. La principale differenza tra i due generi è che l'hip hop soul è più ruvido e contiene meno essenza R&B rispetto al new jack swing. Per esempio, l'hip hop soul utilizza campionamenti al posto del sintetizzatore, forti elementi dell'East Coast hip hop e del gangsta rap degli anni '90. Mentre il new jack swing è rimasto vicino alla miscela R&B, l'hip hop soul ha abbracciato influenze hip hop, e le sue figure di primaria importanza comprendono Montell Jordan (il primo artista R&B ad essere scritturato da un'etichetta hip hop, la Def Jam Records), Blackstreet, Groove Theory e la cosiddetta "Regina dell'hip hop soul" Mary J. Blige.

### L'hip hop soul ed il pubblico
L'hip hop soul è anche considerato maggiormente maturo degli altri stili R&B contemporanei, e tende ad avere mercato su un pubblico più adulto. Questo è in parte dovuto all'attenzione del genere per gli aspetti più oscuri dell'amore e della vita di città.
Gli artisti di hip hop soul usano un linguaggio e temi adulti rispetto agli altri sottogeneri R&B. Ciò ha provocato la critica da chi ritiene che la musica, ed in special modo l'hip hop, sia stata resa triviale, se non capace di glorificare violenza e stereotipi urbani negativi. Non ha inoltre aiutato il fatto che parecchi artisti hip hop soul si siano trovati con problemi legali, come R. Kelly, Lisa "Left Eye" Lopes delle TLC, ed i membri del gruppo Jodeci.

### L'alba del neo soul
L'hip hop soul ha avvertito un "lull" nella popolarità con l'avvento del neo soul, un altro sottogenere di R&B, verso la fine degli anni '90. Ritenuto più progressista dai fan, la musica neo soul si è trasformata in un'alternativa più "positiva" all'hip hop soul ed all'R&B contemporaneo, accusati di essere eccessivamente legati ad argomenti sessuali e stereotipi negativi. Ironicamente, a causa del rapporto di entrambi i generi con l'hip hop, molti artisti neo soul e hip hop soul attraversano regolarmente i generi. Gli artisti come Lauryn Hill, Groove Theory, John Legend ed Anthony Hamilton vengono infatti considerati sia neo soul che hip hop soul.

### La nuova generazione
Nei primi anni del 2000, l'hip hop soul sta avvertendo un ritorno di popolarità dovuto a nuovi giovani artisti amanti di questo tipo di suono. Tra questi vanno ricordati Keyshia Cole, Usher e Ne-Yo.